# 4 Promille
4 Promille ist eine 1997 gegründete Oi!-Band, die sich zehn Jahre nach der Gründung aus persönlichen Gründen wieder auflöste. Die Band formierte sich im Jahr 2012 neu und hat 2014 eine neue Veröffentlichung unter dem Titel „Vinyl“ herausgebracht. Zunächst als Oi!-Band gegründet, entwickelten sich mit den Jahren sowohl die Texte als auch die musikalischen Fähigkeiten stets weiter, so dass sich die Band mittlerweile im Punkrock-Bereich gefestigt sieht.

## Geschichte
Bis 1997 war „4 Promille“ ein Solo-Projekt von Sänger und Gitarrist Volker Grüner, der unter dem Bandnamen zwischen 1995 und 1997 drei CD-Veröffentlichungen im Eigenvertrieb herausbrachte. Die 4-Track-EP Die Jungs von nebenan war die erste Veröffentlichung mit weiteren Musikern. 1999, zwei Jahre nach Erscheinen, wurde die EP beim Dinslakener Punk- und Oi!-Label Knock Out Records wiederveröffentlicht. Im selben Jahr erschien ihr offizielles Debütalbum Im nächsten Leben auf demselben Label, zwei Jahre darauf der Nachfolger Und ab….
Ein Jahr nach Veröffentlichung ihres dritten Longplayers Alte Schule erklärte die Band am 17. April 2007: „10 Jahre sind genug – 4 Promille hören auf!“ In der Stellungnahme hieß es weiter: „Aufgrund der persönlichen Entscheidung zweier Mitglieder, die Band zu verlassen, wird es 4 Promille in Zukunft nicht mehr geben. Weder in alter noch in veränderter Besetzung, weil das nicht mehr das gleiche wäre.“ Am 2. November 2007 gab die Gruppe ihr Abschiedskonzert im Leipziger Conne Island, welches mitgeschnitten und später auf DVD veröffentlicht wurde.
Im September 2011 hatte die Band einem einmaligen Auftritt für das „Spirit From The Streets-Festival“ zugesagt. Sie spielten in Originalbesetzung, jedoch ohne den Ersatzbassisten Jost. 2012 feierte die Band ihr offizielles Comeback, allerdings ohne Volker Grüner, der sich voll und ganz auf seine neue Band The Porters konzentrieren wollte – an seiner Stelle spielt jetzt Martin. Das vierte, aktuelle 4-Promille-Album Vinyl wurde am 16. Mai 2014 durch das Essener Label Sunny Bastards veröffentlicht und stieg in den deutschen Albumcharts auf Platz 64 ein. Im Dezember 2015 hatte Ziad seinen letzten Auftritt mit der Band 4 Promille, dies wurde auf Facebook verkündet. Im April 2016 gründete Ziad eine neue Band namens Fleischwolf.
Am 21. März 2016 verkündete die Band, dass sie mit Sascha Gase einen neuen Schlagzeuger gefunden habe. Dieser war bisher bei Emscherkurve 77, The Porters und Sondaschule in Erscheinung getreten.
Am 14. Dezember 2022 verkündete Sängerin Melly ihren Ausstieg aus der Band, welcher mit einem letzten gemeinsamen Konzert im Pitcher in Düsseldorf am 16. Dezember 2022 erfolgte.

## Distanzierung von der rechtsextremen Szene
Im Lied Splitternackt distanziert sich Volker Grüner von seiner früheren Band Störkraft, indem er den Störkraft-Frontmann Jörg Petritsch denunziert: „Der Jörg is’n Arsch, der Jörg is’n Arsch, der Jörg, der kommt aus Andernach.“ Im Lied Lasst mich doch in Ruhe distanziert sich die Band noch einmal pauschal von radikalen politischen Gesinnungen: „Rechte, Linke, scheißegal, wozu der ganze Dreck.“ Auch auf der Band-Website ist eine Band-Info, in der sich die Band von Rassismus distanziert: „[…] Wer uns kennt, weiß wie wir ticken. Wir sind überzeugte Antirassisten. […]“

## Diskografie
- 1993: Wo sind denn all die Leute (Eigenvertrieb)
- 1995: Trinken & Fahren (MCD, PRO-CD)
- 1995: War das sein bester Freund (CD, PRO-CD)
- 1997: Die Jungs von nebenan (Eigenvertrieb)
- 1999: Im nächsten Leben (Knock Out Records)
- 2001: Und ab… (Knock Out Records)
- 2006: Alte Schule (Knock Out Records)
- 2008: Ein letzter Gruß: Live in Leipzig (DVD, Cargo Records)
- 2014: Vinyl (Sunny Bastards)
- 2016: Reset (Sunny Bastards)
- 2024: Zeitgeist (4 Promille)